# Bolvașnița (gmina)
Gmina Bolvașnița – gmina w okręgu Caraș-Severin w zachodniej Rumunii. Zamieszkuje ją 1405 osób. W skład gminy wchodzą miejscowości Bolvașnița i Vârciorova. 